# Clifton James
Clifton James (Spokane, 29 de maio de 1920 – Gladstone, 15 de abril de 2017) foi um ator norte-americano.

## Biografia
Ex-combatente da Segunda Guerra Mundial, onde foi condecorado com a Silver Star, a Bronze Star e a Purple Haze, iniciou sua carreira de ator em 1954 no filme Sindicato de Ladrões, com Marlon Brando, e atuou deste então no cinema, no teatro e em séries da televisão norte-americana como Gunsmoke, Bonanza (anos 60) e Dallas (anos 80).
Ficou mais conhecido internacionalmente nos anos 70 pelo papel de Xerife J.W. Pepper, que interpretou em dois filmes da franquia de James Bond; Com 007 Viva e Deixe Morrer e 007 contra o Homem com a Pistola de Ouro, assim como em Superman II, também sendo um Xerife.
Morreu aos 96 anos, de complicações de diabetes.